# ニコラス・ケイジのウェザーマン
『ニコラス・ケイジのウェザーマン』（The Weather Man）は、2005年に製作されたゴア・ヴァービンスキー監督、ニコラス・ケイジ主演の人間ドラマである。
日本では劇場未公開。

## 概要
『パイレーツ・オブ・カリビアン』シリーズで知られる映画監督ゴア・ヴァービンスキーの作品である本作。『パイレーツ～』とはガラッと雰囲気が変わり、しっくりこない人生に肩を落とす気象キャスターの主人公の悲喜こもごもな日常を静かかつユーモラスに綴っている。主演にはアクションからシリアスな映画まで役をこなす実力派俳優のニコラス・ケイジ。その他、アカデミー賞受賞俳優のマイケル・ケインが彼の父親役を静かに演じて、雰囲気を盛り上げている。

## あらすじ
シカゴの地元テレビ局で気象キャスターとして働くデイヴィッド・スプリッツ（ニコラス・ケイジ）。そこそこのギャラを稼ぎ、一見すると勝ち組に分類されるはずなのだが、町中では意味もなくファーストフードを投げつけられ、妻のノリーン（ホープ・デイヴィス）とは別居状態。おまけに有名作家である父のロバート（マイケル・ケイン）からは認められもせず、無機質なパッとしない毎日を送るデイヴィッドは自分に滅入っていた。しかしそんな彼に朗報が舞い込む。ニューヨークのテレビ局の全国ネット番組のウェザーニュースのオーディション話が来たのだ。これを機に家族との絆を取り戻そうと、ノリーンの元へ向かうが、ノリーンにはすでに新しい恋人がいた。娘のシェリー（ジェメンヌ・デ・ラ・ペーニャ）と息子のマイク（ニコラス・ホルト）との関係もどことなくぎくしゃくとしており、子供達も子供たちでそれぞれの問題を抱えていた。不器用な父親でありながらも、自分なりに奮闘してデイヴィッドは徐々に子供たちとの関係を築き始めていく。ことが好調に進み始めたころ、父親が病気であることを知る。

## スタッフ・キャスト

### キャスト
- デイヴィッド・スプリッツ：ニコラス・ケイジ
- ロバート・スプリッツ：マイケル・ケイン
- ノリーン：ホープ・デイヴィス
- シェリー：ジェメンヌ・デ・ラ・ペーニャ
- マイク：ニコラス・ホルト
- ドン：ギル・ベローズ

### スタッフ
- 監督：ゴア・ヴァービンスキー
- 製作総指揮：ウィリアム・S・ビーズレイ、ノーマン・ゴライトリー、デイヴィッド・アルパー
- 製作：トッド・ブラック、ジェイソン・ブルメンタル
- 脚本：スティーヴ・コンラッド
- 音楽：ハンス・ジマー
- 撮影：フェドン・パパマイケル
- 編集：クレイグ・ウッド
- 美術：トム・ダッフィールド

## 評価
レビュー・アグリゲーターのRotten Tomatoesでは136件のレビューで支持率は59%、平均点は6.20/10となった。Metacriticでは37件のレビューを基に加重平均値が61/100となった。